# غو جايي
غو جايي هي ممثلة وعارضة أزياء كورية جنوبية ولدت في يوم 28 فبراير 1986. بدأت التمثيل في سنة 2005 مثلت في مسلسلات سيد محل الخياطة وولغييسو في 2016 و السيدة في 2018.